# گورستان ب ورزقان
گورستان ب ورزقان مربوط به هزاره اول قبل از میلاد است و در ۶۰۰ متری شمال شرق ورزقان واقع شده و این اثر در تاریخ ۲۸ شهریور ۱۳۸۶ با شمارهٔ ثبت ۱۹۵۷۱ به‌عنوان یکی از آثار ملی ایران به ثبت رسیده است.